# Medaglia d'argento

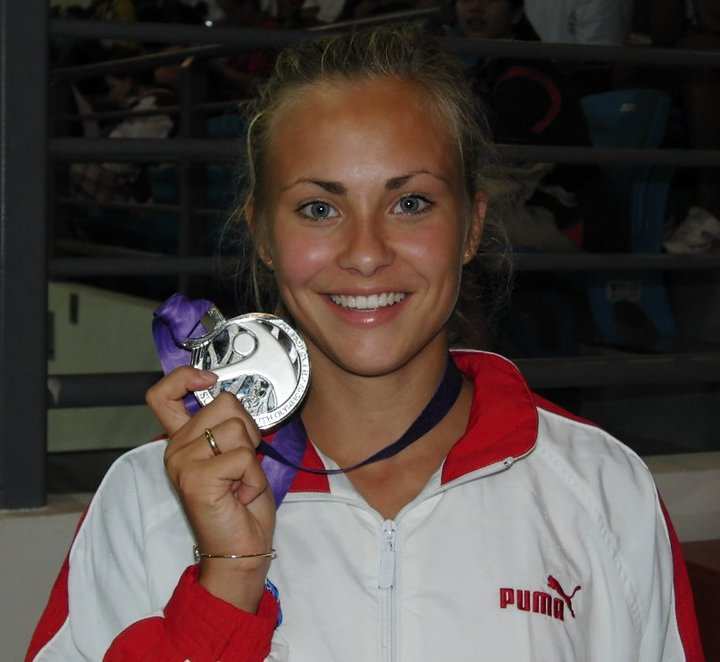
L'atleta Stina Troest mentre tiene in mano una medaglia d'argento.

La medaglia d'argento nello sport o in altri ambiti è un premio che consiste in una medaglia fatta o anche placcata di argento. Essa viene conferita al secondo classificato o al finalista di competizioni o gare di vario genere come i giochi olimpici, i giochi del Commonwealth, i giochi del Mediterraneo, alcune manifestazioni calcistiche sia per nazionali che per club e altri tipi di trofei. Al primo classificato viene data una medaglia d'oro e al terzo una medaglia di bronzo.
La medaglia d'argento può avere anche un valore di onorificenza, come nel caso della medaglia d'argento al merito civile, concessa dalla Repubblica Italiana, la medaglia d'argento al valor civile, la medaglia d'argento al valor militare e la medaglia d'argento al valore atletico, conferita dal CONI.
La medaglia d'argento per essere detta tale deve avere una % di argento puro uguale o superiore al 92,5%.